# Thiết bị rỗng
Trong một số hệ điều hành, thiết bị rỗng hay null device là một tập tin thiết bị từ chối tất cả dữ liệu được ghi vào nó nhưng sau đó lại trả về kết quả báo thao tác ghi đã thành công. Thiết bị này được gọi là /dev/null trên Unix và hệ thống tương tự Unix, NUL: (xem TOPS-20) hoặc NUL trên CP/M và DOS (bên trong là \DEV\NUL), nul trên OS/2 và hệ điều hành Windows mới (bên trong là \Device\Null trên Windows NT), NIL: trên các hệ điều hành Amiga, và NL: trên OpenVMS. Trong Windows Powershell có $null tương đương. Nó không trả dữ liệu cho bất kỳ tiến trình nào cố gắng đọc dữ liệu từ nó và sẽ ngay lập tức trả EOF. Trong hệ điều hành IBM DOS/360 và các phiên bản kế nhiệm và cả trong OS/360 và các phiên bản kế nhiệm những tập tin như vậy sẽ được gán qua JCL cho DD DUMMY.
Trong thuật ngữ lập trình viên, đặc biệt là thuật ngữ Unix, nó cũng có thể được gọi là bit bucket hay là lỗ đen.

## Lịch sử
Theo trang trợ giúp Berkeley UNIX, Unix phiên bản 4 mà AT&T phát hành năm 1973 đã định nghĩa thiết bị rỗng.

## Sử dụng
Thiết bị rỗng thường được sử dụng để loại bỏ các luồng đầu ra không mong muốn của một tiến trình hoặc làm trống để thuận tiện hơn cho các luồng ghi tập tin. Nó thường được áp dụng bởi chuyển hướng.
Thiết bị /dev/null là một tập tin đặc biệt, nó không phải là một thư mục vì vậy ta không thể di chuyển toàn bộ tập tin hoặc thư mục vào trong đó bằng lệnh mv của Unix.